# Paul Bernard (acteur)
Pour les articles homonymes, voir Paul Bernard et Bernard.
Paul Bernard, né le 21 septembre 1898 à Villeneuve-sur-Lot et mort le 4 mai 1958 à Paris, est un acteur français.

## Biographie
Paul Bernard interprète de nombreux rôles pour le cinéma entre 1922 et 1955.
Après l'avoir vu au théâtre, Colette écrit que Paul Bernard est un « charmant jeune premier, dénué d'humour, incapable de se caricaturer lui-même. ».
Il est inhumé au cimetière parisien d'Ivry (11e division).

## Filmographie
- 1922 : Ziska, la danseuse espionne de Henri Andréani
- 1922 : Les Mystères de Paris de Charles Burguet
- 1934 : La Belle de nuit, de Louis Valray
- 1934 : La Jeune Fille d'une nuit (Die Töchter ihrer Exzellenz) de Reinhold Schünzel et Roger Le Bon
- 1934 : Le Greluchon délicat de Jean Choux
- 1934 : On a trouvé une femme nue de Léo Joannon
- 1935 : Pension Mimosas de Jacques Feyder
- 1936 : La Gondole aux chimères d'Augusto Genina
- 1936 : À minuit, le 7 de Maurice de Canonge
- 1936 : Bach détective de René Pujol
- 1936 : Mon père avait raison de Sacha Guitry
- 1936 : Maria de la nuit de Willy Rozier
- 1937 : Enfants de Paris de Gaston Roudès
- 1937 : Les Anges noirs de Willy Rozier
- 1943 : Lumière d'été de Jean Grémillon
- 1943 : Voyage sans espoir de Christian-Jaque : Pierre Gohelle
- 1944 : Le Bossu de Jean Delannoy
- 1945 : Les Dames du bois de Boulogne de Robert Bresson
- 1945 : La Fille aux yeux gris de Jean Faurez
- 1946 : Un ami viendra ce soir de Raymond Bernard
- 1946 : Roger La Honte de André Cayatte
- 1946 : La Revanche de Roger la Honte de André Cayatte
- 1946 : Panique de Julien Duvivier
- 1947 : Les Maudits de René Clément
- 1948 : Fort de la solitude de Robert Vernay
- 1948 : L'échafaud peut attendre de Albert Valentin
- 1948 : Sombre Dimanche de Jacqueline Audry
- 1949 : Le Paradis des pilotes perdus de Georges Lampin
- 1949 : Pattes blanches de Jean Grémillon
- 1949 : Prélude à la gloire de Georges Lacombe
- 1950 : L'Homme qui revient de loin de Jean Castanier
- 1950 : Mystère à Shanghai de Roger Blanc
- 1951 : Caroline chérie de Richard Pottier
- 1951 : La Plus Belle Fille du monde de Christian Stengel
- 1955 : La Rue des bouches peintes de Robert Vernay

## Théâtre
- 1920 : Les Ailes brisées de Pierre Wolff, théâtre du Vaudeville,
- 1921 : La Possession d'Henry Bataille, théâtre de Paris
- 1923 : Romance de Robert de Flers et Francis de Croisset d'après Edward Sheldon, théâtre de l'Athénée
- 1925 au théâtre : L'Archange de Maurice Rostand, mise en scène Harry Baur, théâtre Sarah-Bernhardt
- 1927 : Ventôse de Jacques Deval, mise en scène René Rocher, Comédie-Caumartin
- 1929 : Il manquait un homme de Félix Gandéra, Théâtre de l'Athénée
- 1930 : Étienne de Jacques Deval, Théâtre Saint-Georges
- 1933 : La Fuite en Égypte de Robert Spitzer, Théâtre des Mathurins
- 1938 : Cavalier seul de Jean Nohain et Maurice Diamant-Berger, Théâtre du Gymnase
- 1943 : À la gloire d'Antoine de Sacha Guitry, Théâtre Antoine
- 1947 : Passage du malin de François Mauriac, mise en scène Jean Meyer, Théâtre de la Madeleine
- 1952 : Ce soir à Samarcande de Jacques Deval, mise en scène Jean Darcante, Théâtre des Célestins
- 1955 : La Mouette d'Anton Tchekhov, mise en scène André Barsacq, Théâtre de l'Atelier
- 1955 : Caterina de Félicien Marceau, mise en scène André Barsacq, Théâtre de l'Atelier
- 1956 : L'Ombre de Julien Green, mise en scène Jean Meyer, Théâtre Antoine
- 1957 : Le Grand Couteau de Clifford Odets, mise en scène Jean Serge, Théâtre des Bouffes-Parisiens